# La Jeune Femme d'Amajac
La Jeune Femme d'Amajac (espagnol : La Joven de Amajac [aˈmaxak]) est une sculpture précolombienne représentant une femme indigène. La pièce est exposée au Musée national d'anthropologie de Mexico. Elle est découverte en janvier 2021 dans la région de Huasteca, dans l'est du Mexique. Une réplique est prévue pour remplacer le monument à Christophe Colomb le long du Paseo de la Reforma de Mexico.
On estime que la sculpture date d'entre 1450 et 1521, pendant la période postclassique. Elle fait 2 mètres de haut, 60 centimètres de large et 25 centimètres d'épaisseur. Cette œuvre d'art en calcaire épais représente une femme portant un chemisier et une jupe jusqu'à la cheville. Ses yeux sont creux, ce qui indique qu'ils contenaient probablement des pierres. À ses pieds nus, se trouve un pieu qui permettait de placer la sculpture debout dans le sol.

## Découverte
Un groupe d'agriculteurs découvre la sculpture le 1er janvier 2021 alors qu'il se préparait à labourer la terre dans un champ d'agrumes dans la ville d'Hidalgo Amajac, dans la municipalité d'Álamo, dans l'État de Veracruz,. L'on ne sait pas qui elle est censée représenter. L'Institut national d'anthropologie et d'histoire (INAH) le considère comme similaire à la déesse de la fertilité des Huastèques, mais ne l'écarte pas comme étant la représentation d'un membre de l'élite. C'est la première sculpture de ce genre à être trouvée près de la rivière Tuxpan.
Selon Alejandra Frausto Guerrero, cheffe du Secrétariat à la Culture, la découverte est significative. Représentant probablement une femme dirigeante importante, il soutient l'idée de la participation des femmes à la vie politique des Huastèques.

## La Jeune Femme d’Amajac II
Le 30 mai 2023, une sculpture plus petite mais très ressemblante à la Jeune femme d’Amajac est trouvée dans la municipalité d’Álamo Temapache Municipality lors de travaux routiers. La jeune femme d’Amajac II est haute d’1,54 m, large de 55 cm et épaisse au maximum de 19 cm. Elle pèse 200 à 250 kg.
Après la découverte, les chercheurs de l’INAH n’ont pas exclu qu’elle puisse représenter une autre personnalité dominante et qu’un site précolombien ait existé dans la région. Quelques jours plus tard, des archéologues ont trouvé plusieurs tombes datant des années 1100-1200.

## Exposition
La Jeune Femme d'Amajac est présentée au Musée national d'anthropologie du Mexique (MNA) pour l'exposition La Grandeza de México (en français : La grandeur du Mexique). La statue quitte temporairement le musée car elle est renvoyée à Hidalgo Amajac, où elle reçoit un hommage lors d'un festival culturel organisé par ses habitants. Dans le même temps, la sculpture inaugure symboliquement le Recinto Cultural de Hidalgo Amajac (Enceinte Culturelle d'Hidalgo Amajac), où elle sera exposée en permanence une fois l'exposition MNA terminée le 14 août 2022.
En novembre 2021, le Secrétariat à la Culture et l'INAH ont filmé et publié un documentaire intitulé La Joven de Amajac, una mujer entre el naranjal (en français : La jeune femme d'Amajac, une femme parmi les orangeraies).

## Réplique et controverse
Le 12 octobre 2021, il est annoncé qu'une réplique de La Jeune Femme d'Amajac remplacera le Monument à Christophe Colomb le long du Paseo de la Reforma de Mexico. La statue de Colomb est enlevée en octobre 2020 par le gouvernement local.
Elle remplace aussi la proposition d'installer Tlalli, une tête géante d'une indigène par l'artiste Pedro Reyes. La proposition de Reyes n'est pas bien accueillie et est annulée par la ville en septembre 2021 notamment car Pedro Reyes est mestizo et non indigène ainsi qu'un homme et non une femme,. De plus, selon la linguiste Yásnaya Aguilar, le nom de la statue qui est aussi de l'indigène ne provient pas de la langue parlée par les indigènes à l'époque.
La réplique, de 4,5 m de haut et pesant 10 tonnes, est installée en juillet 2023, sur le côté (et non au centre) du Paseo de la Reforma. Elle ne remplace donc pas la Glorieta de Colomb, comme prévu originellement. Cet emplacement permet de conserver la sculpture Mujeres que luchan, un espace approprié par des féministes quelques jours après l'annonce de Tlalli. Le but recherché par la Cité de Mexico est de rendre hommage aux femmes indigènes, la résistance au colonialisme et au racisme,.

## Galerie

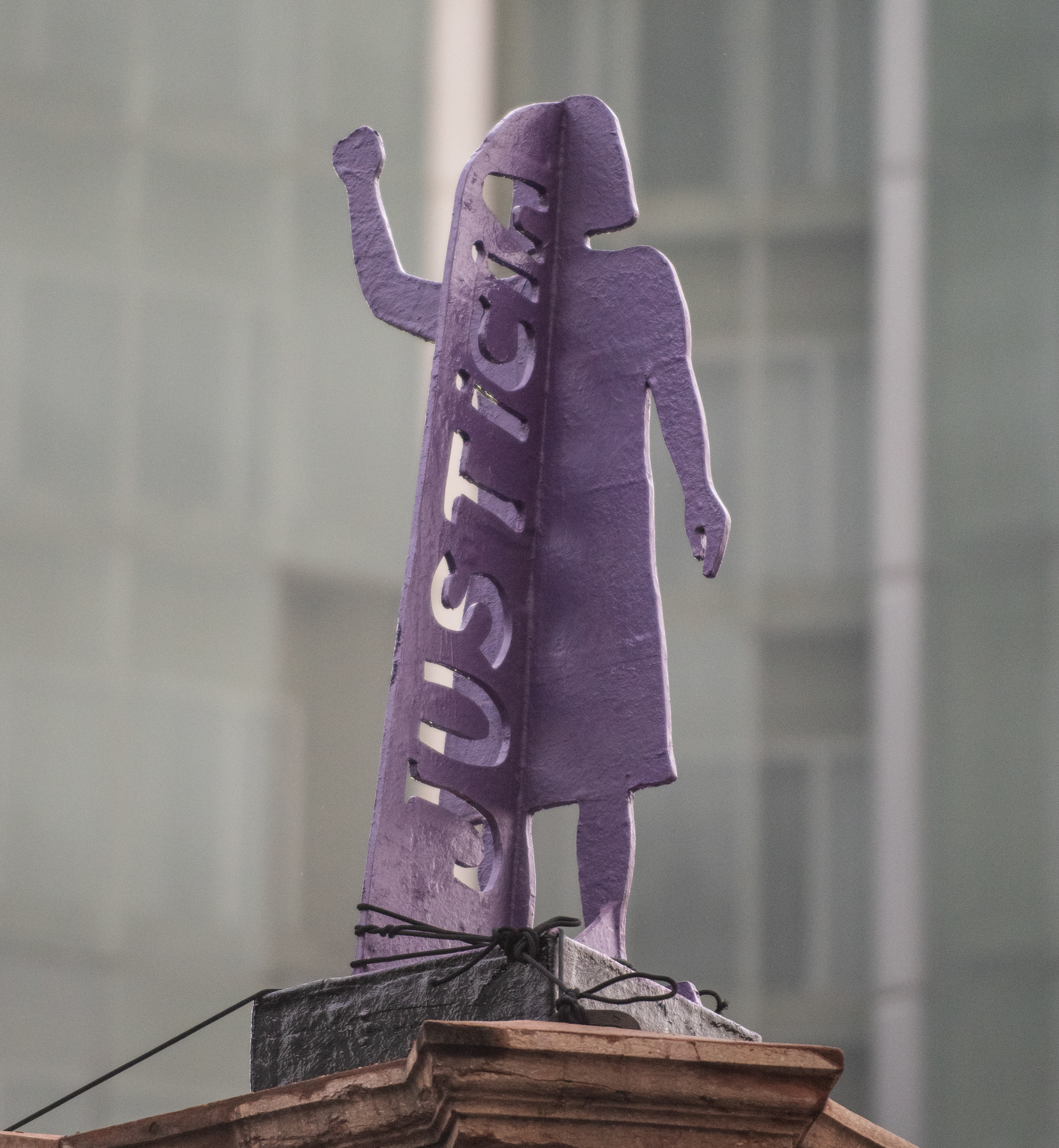
Statue en l’honneur des femmes qui luttent, qui a remplacé la statue de Christophe Colomb.
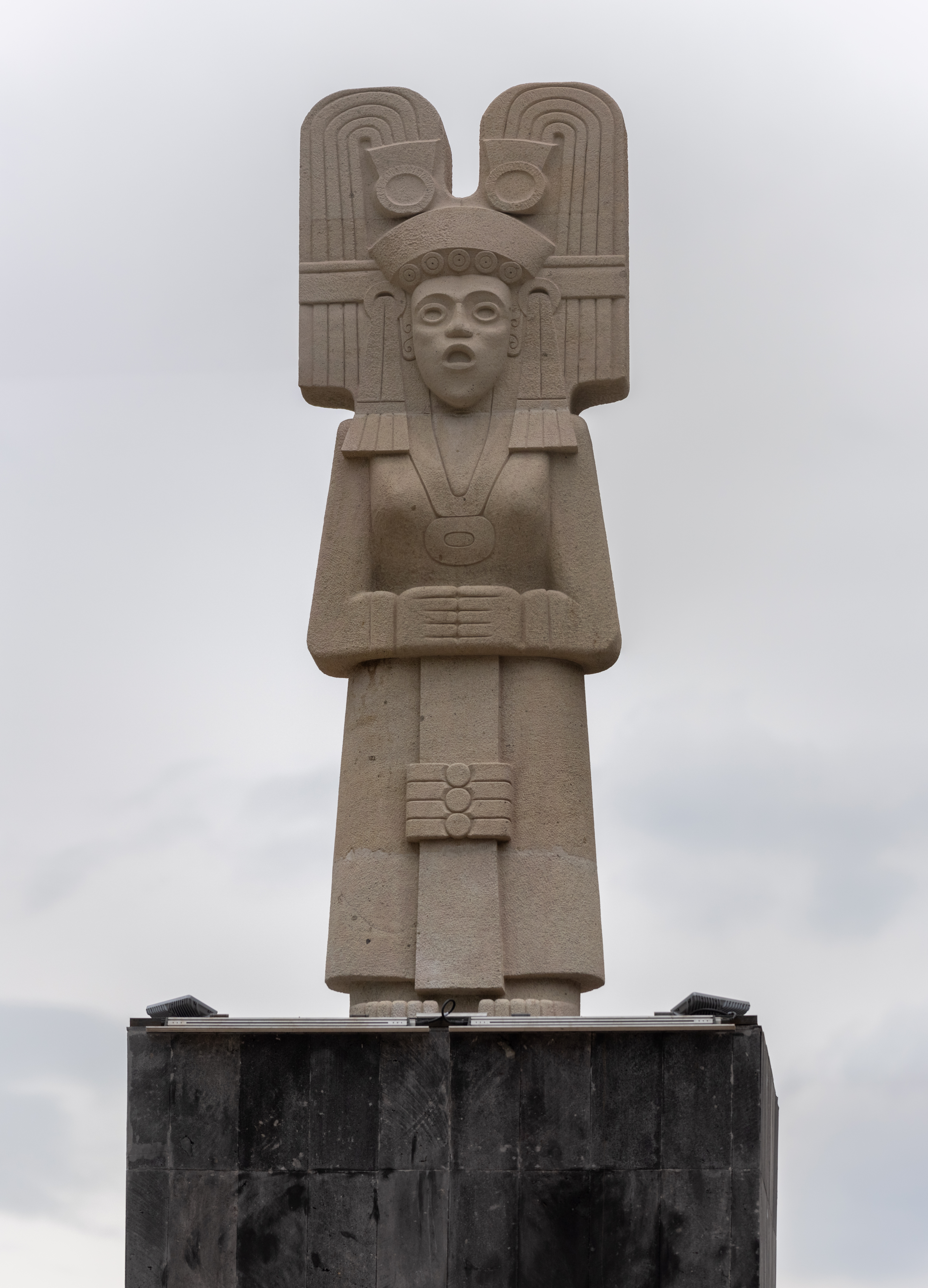
Réplique de la Jeune Femme d'Amajac.
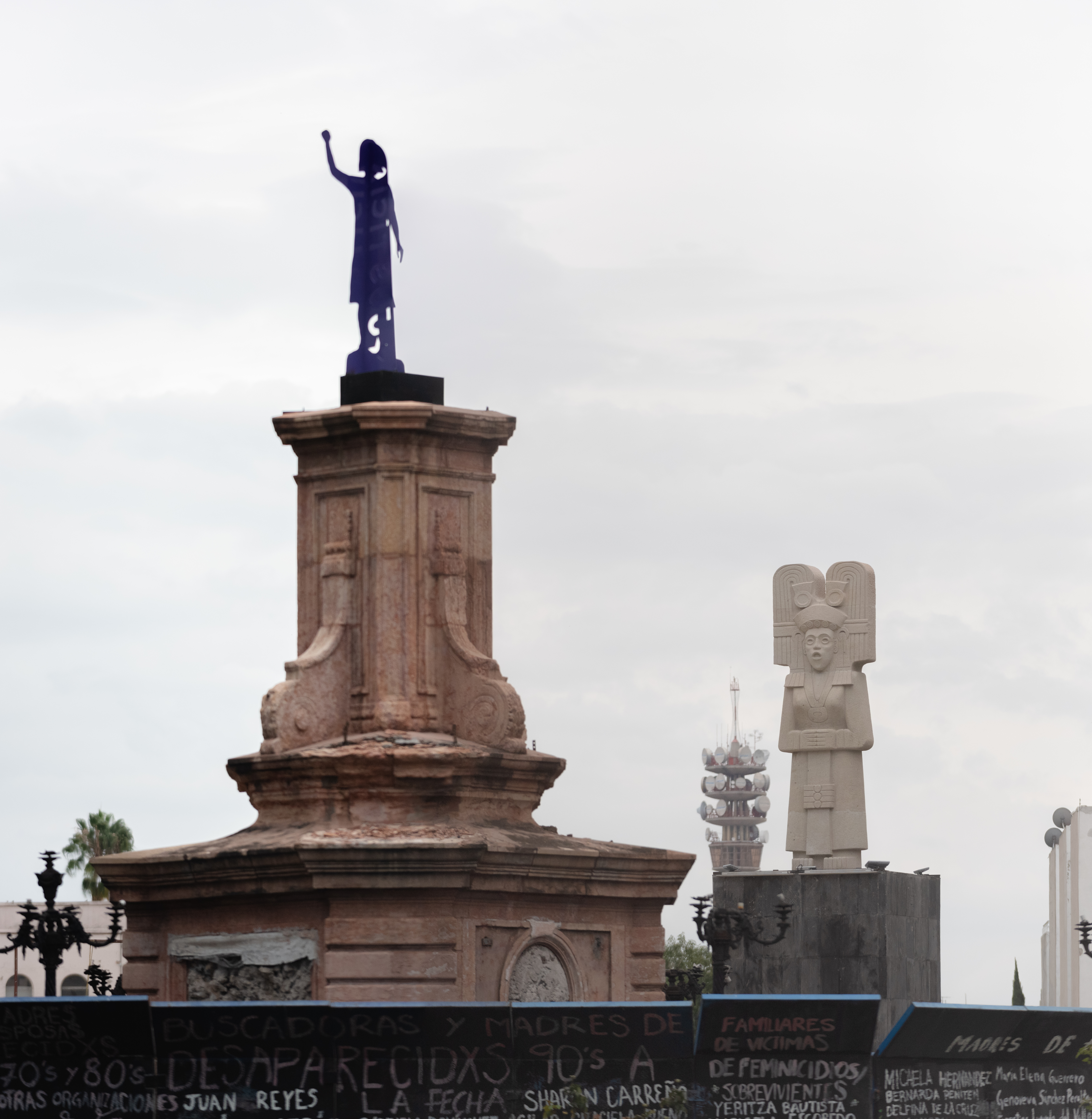
La Jeune femme d’Amajac et la statue de Las Mujeres que luchan.